# Gerald Balfour (4e comte de Balfour)
Gerald Arthur James Balfour, 4e comte de Balfour (23 décembre 1925 - 27 juin 2003), titré vicomte Traprain entre 1945 et 1968, est un pair britannique.

## Biographie
Balfour est le fils de Robert Balfour (3e comte de Balfour) et de Jean Lily West Roundel Cooke-Yarborough. Il épouse Natasha Georgina Anton (décédée en 1994), fille du capitaine George Anton, le 14 décembre 1956.
Balfour fait ses études au Collège d'Eton. Il participe à la Seconde Guerre mondiale, dans la marine marchande. Maître marinier, il sert d'abord sur le HMS Conway. De 1960 à 1974, il est conseiller du comté d'East Lothian. En novembre 1968, il succède à son père dans le comté.
Comme Balfour et sa femme n'ont pas d'enfants, il est remplacé dans le comté par son cousin Roderick Balfour.